# 大波羅伊納鄉
44°30′N 22°56′E / 44.500°N 22.933°E
大波羅伊納鄉（羅馬尼亞語：Comuna Poroina Mare, Mehedinți），是羅馬尼亞的鄉份，位於該國西南部，由梅赫丁茨縣負責管轄，面積55平方公里，海拔高度269米，2007年人口1,320，人口密度每平方公里24人。